# 블랙 스타 광장

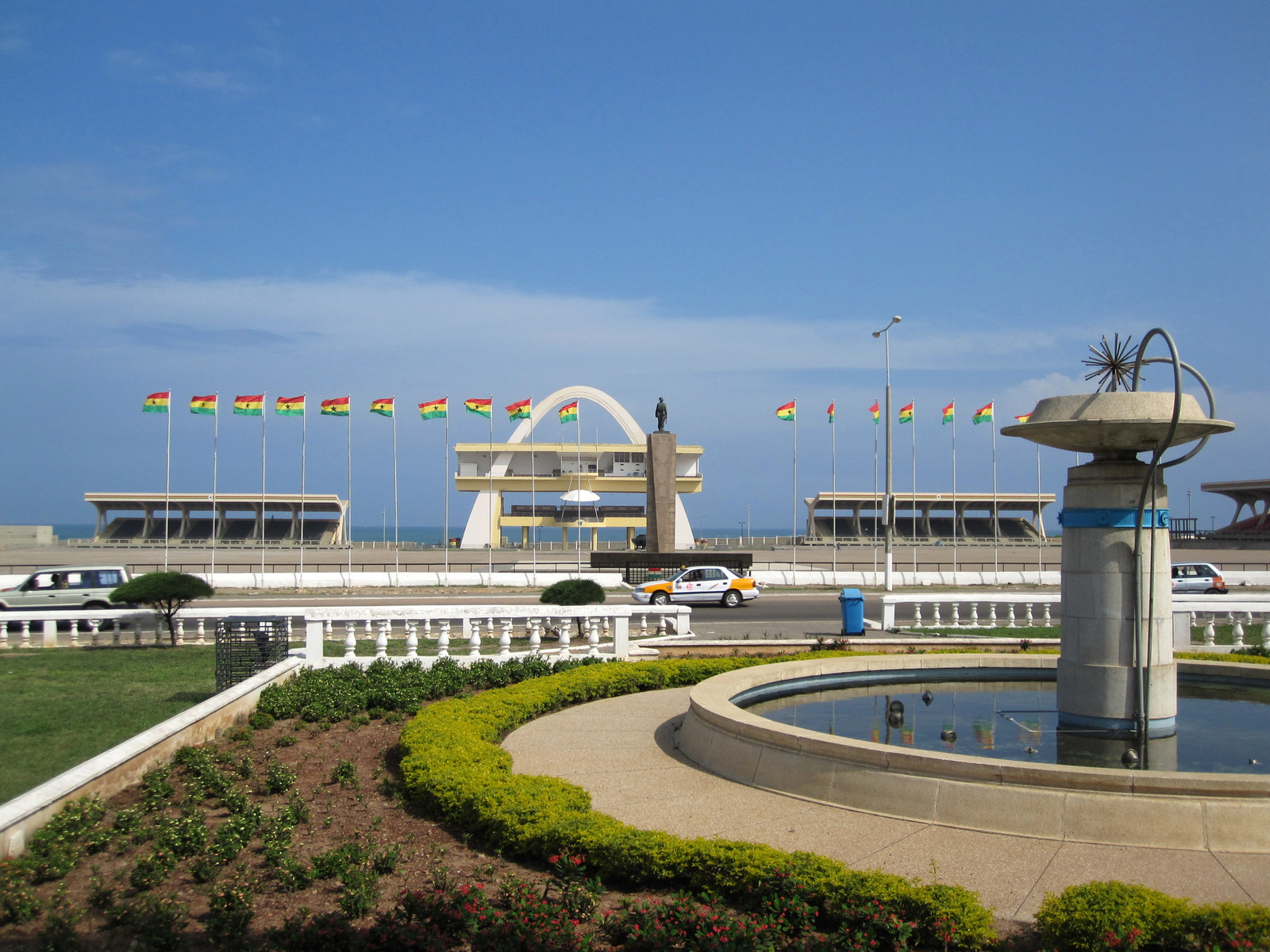
블랙 스타 광장

블랙 스타 광장은 독립 광장으로도 알려져 있으며, 가나 아크라에 있는 공공 광장으로, 아크라 스포츠 스타디움과 콰메 은크루마 기념 공원에 둘러싸여 있다. 이 광장은 매년 독립 기념일 행사뿐만 아니라 다른 국가 행사도 자주 개최하며, 모든 시민 및 군사 퍼레이드와 기타 국가 모임의 장소이다. 이 광장은 1961년 엘리자베스 2세 여왕의 가나 국빈 방문에 맞춰 완공되었다.

## 역사
1957년, 콰메 은크루마는 영국으로부터 독립한 후 현재 가나인 골드코스트의 초대 총리이자 대통령이 되었다. 콰메 은크루마는 국가의 독립을 기념하기 위해 광장 건설을 지시했다. 이는 엘리자베스 2세 여왕의 방문과 시기적으로 일치했다. 건설은 1961년에 끝났고, 블랙 스타 광장으로 명명되었다. 콰메 은크루마는 이전 영국령 골드코스트였던 가나가 그레이트브리튼 왕국으로부터 독립을 얻도록 이끈 인물이다.

## 중요성
블랙 스타 광장은 매년 3월 6일에 열리는 가나 독립 기념일 퍼레이드의 장소이다. 특히 주목할 만한 퍼레이드는 영국 식민 통치로부터 가나가 독립한 지 50주년이 되는 골든 주빌리였다. 골든 주빌리 기념행사는 2007년 3월 6일에 열렸으며, 존 쿠푸오르 대통령이 이끌었다. 또한 모든 주요 국가 대중 모임과 국가 축제가 열리는 곳이기도 하다.

## 구조
독립 광장에는 30,000명을 수용할 수 있는 스탠드가 있다. 광장에는 독립과 해방을 위한 투쟁을 상징하는 세 개의 기념비가 있다. 여기에는 독립 아치, 해방 기념비, 그리고 블랙 스타 기념비로도 알려진 블랙 스타 게이트가 포함된다. 또한 블랙 스타가 흑인의 희망을 상징하게 된 기원은 마커스 가비의 블랙 스타 라인으로 알려진 해운 회사로 인해 콰메 은크루마 박사에 의해 밝혀졌다. 독립 아치를 마주보고 있는 군인 동상은 가나의 독립을 위해 싸우다 목숨을 잃은 가나인들을 상징한다.

## 주요 행사
존 아타 밀스 대통령과 제리 롤링스 대통령, 그리고 알리우 마하마 부통령의 국장이 이 광장에서 열렸다. 1998년 3월 24일, 50만 명이 넘는 사람들이 이 광장에 모여 전 미국 대통령 빌 클린턴과 영부인 힐러리 클린턴을 환영했다. 이는 미국 대통령의 가나 첫 방문이었다.